# Ajlan Büyükburç
Ajlan Büyükburç (n. 13 noiembrie 1970, Istanbul, Turcia – d. 22 iulie 1999, Muğla, Provincia Muğla, Turcia) a fost o cântăreață turcă.

## Biografie
Ajlan s-a născut pe 13 noiembrie 1970, părinții sunt Erol Büyükburç⁠(d) și Türkan Türker. Mai târziu, părinții ei au avut o fiică mai mică pe nume Jeyan. La vârsta de opt ani, Ajlan a început să învețe chitara de la tatăl ei. Având o arhivă a celor trei mii de discuri ale tatălui ei, Ajlan spusese că a început să cânte muzică jazz datorită lui.
Ajlan a cunoscut-o pe Mine Çağlıyan, cu care a format duo-ul Ajlan-Mine. Cei doi au lansat primul lor album Așkolsun în decembrie 1993. Albumul a avut succes, însă, Ajlan și Mine s-au despărțit un an mai târziu.

## Decesul
În dimineața zilei de 22 iulie 1999, ea a murit la vârsta de 28 de ani în urma unui accident de circulație în Fethiye, Muğla. Potrivit mărturiei martorilor, Ajlan, care primise permisul de conducere cu trei zile înainte de accident, conducea rapid și după ce ajunsese la o viraj brusc, ea încercase să oprească mașina. Mașina a ieșit din drum și după trei răsturnări a lovit un tractor parcat.
Ajlan și-a pierdut viața în mașina distrusă. Raportul autopsiei Spitalului de Stat din Fethiye, după incident, a arătat că au existat trei fracturi la gât și la braț și a suferit de hemoragie pulmonară, traumatism la cap și fractură de gât. Ulterior s-a raportat că în aceeași zonă au mai avut loc încă 4 accidente din cauza așchiilor de piatră nou turnate pe drum și familia a două dintre aceste victime a dat în judecată municipalitatea pentru cauzarea accidentelor.

## Discografie
- Așk Olsun (1993)
- Tutunup Kendime (1995)